# Hybrid Heaven
Hybrid Heaven est un jeu vidéo d'action-RPG sorti en 1999 sur Nintendo 64. Le jeu a été développé et édité par Konami.